# Friedrich August Albrecht von Tschirschky

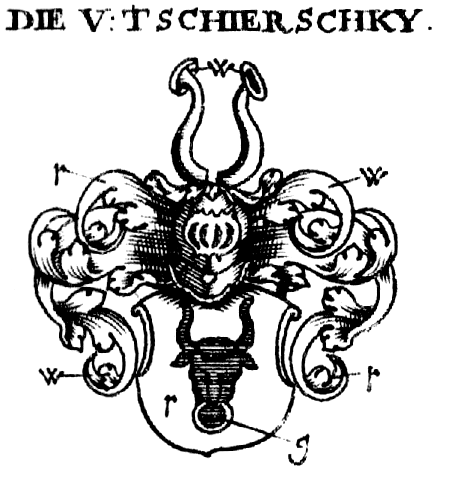
Wappen der Familie von Tschirschky

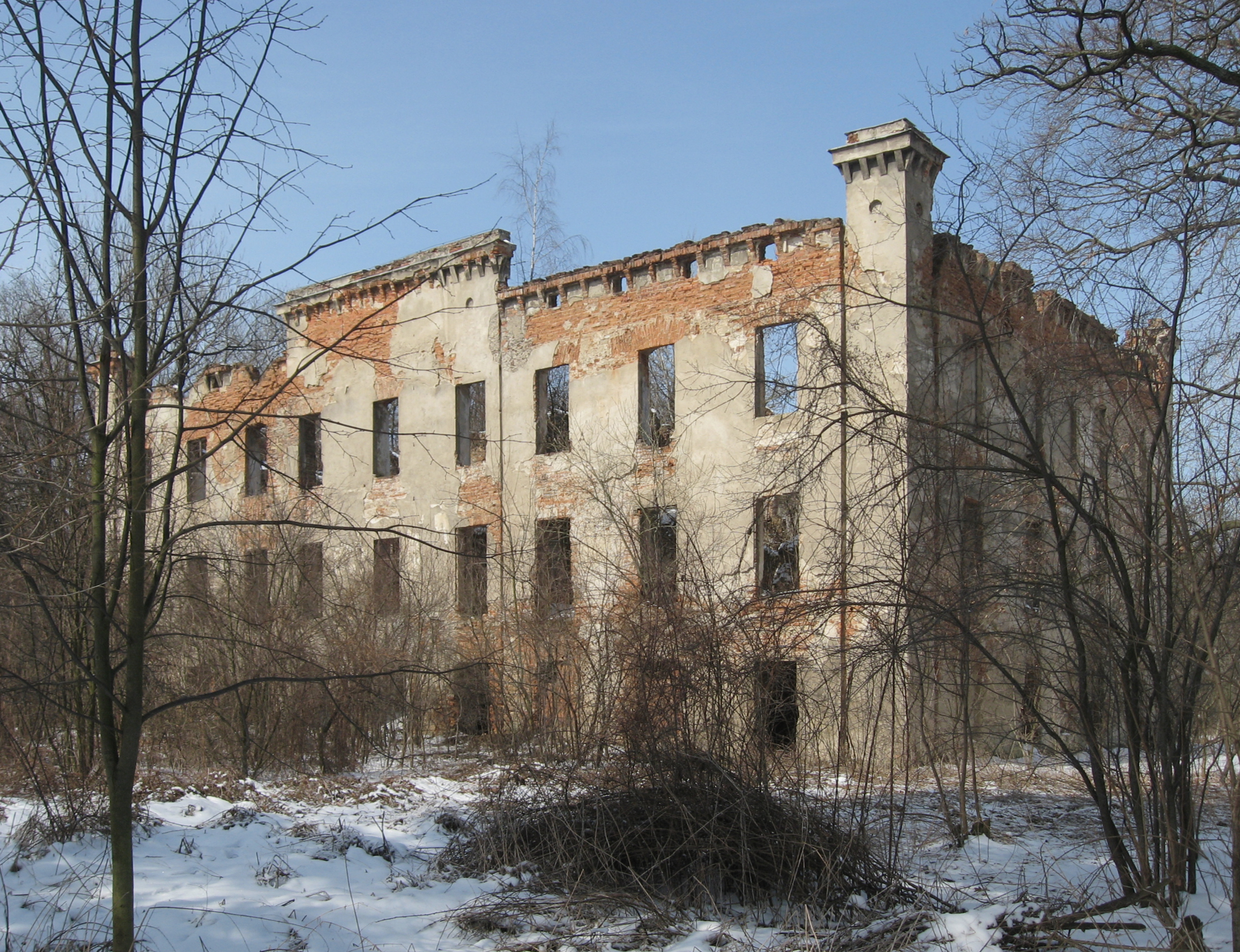
Schloss Arnsdorf (Milikowice), Niederschlesien

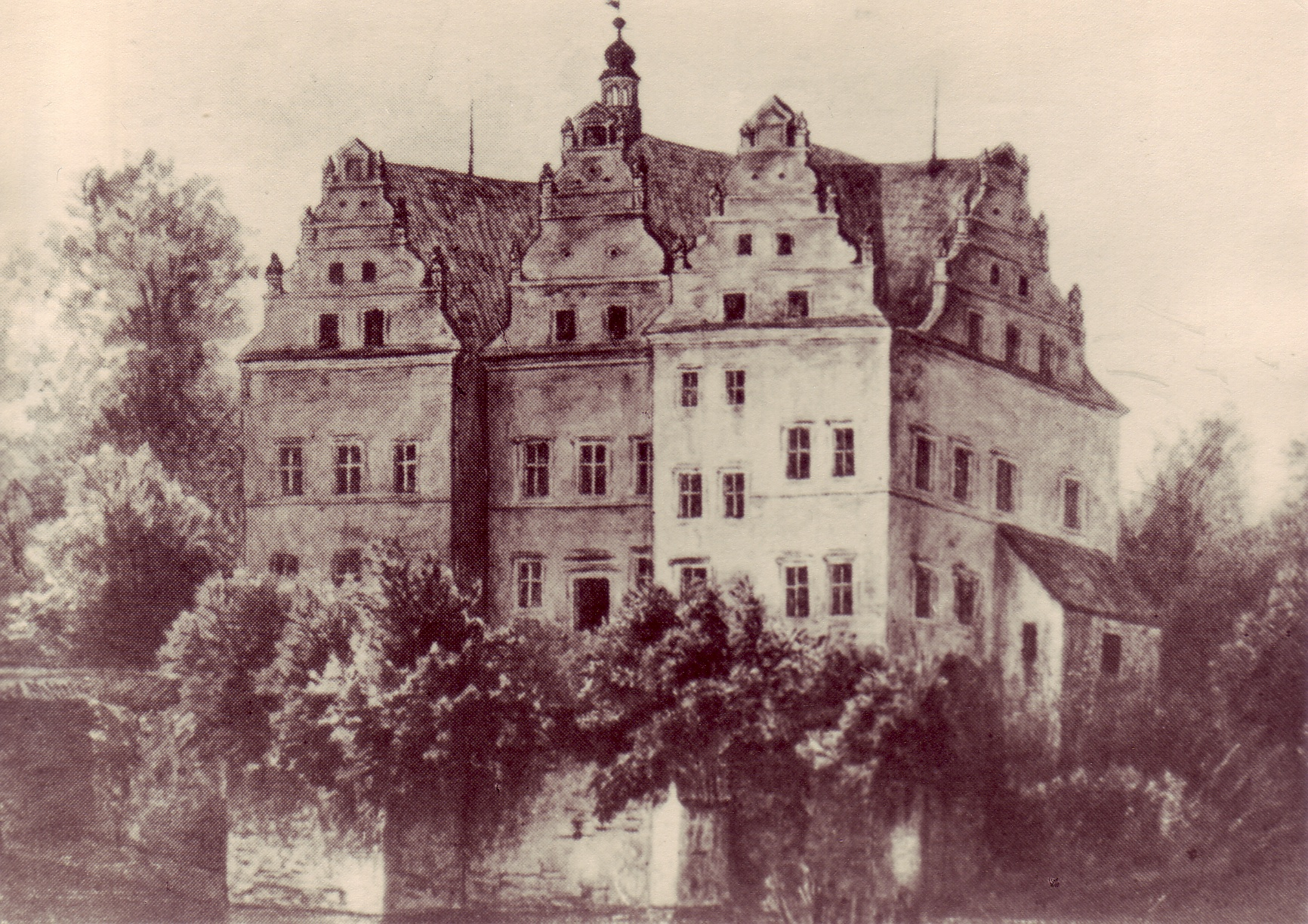
Zeichnung von Schloss Groß-Wilkau. 1738 erwirbt der Vater das Schloss. Luise Frederike, die Schwester Friedrichs, wurde hier geboren

Friedrich August Albrecht von Tschirschky (* 17. Oktober 1734 in Mittel-Arnsdorf, Herzogtum Schweidnitz; † 13. Januar 1799 in Wesel) war ein preußischer Generalmajor.

## Herkunft
Friedrich August Albrecht entstammte der Familie von Tschirschky, deren Stammvater Léonhard von Tschirschky (Tschirsky) war. Er war der Sohn von Ernst Friedrich Gottlob von Tschirschky (* 13. Oktober 1708; † 9. März 1748), Herr auf (Groß-)Wilkau und Arnsdorf, und Luise Margarethe, geborene von Zedlitz aus dem Hause Bankwitz (* 9. März 1715; † März 1773 in Siegroth). Sein Vetter war der preußische Generalmajor Carl Wilhelm von Tschirschky.

### Militärkarriere
Tschirschky begann 1749 seine militärische Laufbahn als Gefreiterkorporal im Infanterieregiment „von Lestwitz“ der Preußischen Armee. 1754 wurde er zum Fähnrich ernannt und nahm am Siebenjährigen Krieg u. a. als Adjutant des Herzogs Carl Eugen von Württemberg teil. Nach Kriegsende stieg Tschirschky innerhalb seines Regiments weiter auf, wurde 1766 Stabskapitän sowie Ende März 1768 Kapitän und Kompaniechef. Im August 1773 wurde er Chef einer Grenadierkompanie, mit der er sich 1778/79 am Bayerischen Erbfolgekrieg beteiligte. In den kommenden Jahren folgte 1780 die Beförderung zum Major, 1789 zum Oberstleutnant und schließlich 1791 zum Oberst. Als solcher wurde Tschirschky am 23. Januar 1792 zum Kommandanten der Zitadelle Wesel ernannt.
1792 waren in dieser strategisch wichtigen Zitadelle berühmte Gefangene, darunter der Marquis de la Fayette inhaftiert. In dieser Position drängte er wiederholt auf die Entfernung der französisch-royalistischen Emigranten. Im gleichen Jahr wurde er auch Vize-Generalinspekteur der westfälischen Infanterie für den ins Feld gehenden General von Romberg ernannt. Am 22. Mai 1795 verlieh ihm Friedrich Wilhelm II. für den guten Verteidigungszustand der Zitadelle und wegen seiner langjährigen Verdienste den Orden Pour le Mérite. Nach dem Tod des bisherigen Gouverneurs von Wesel, Generalleutnant Alexander Friedrich von Woldeck, wurde Tschirschky am 22. Oktober 1795 mit der Wahrnehmung der Geschäfte beauftragt und in dieser Stellung am 16. Januar 1796 zum Generalmajor befördert.

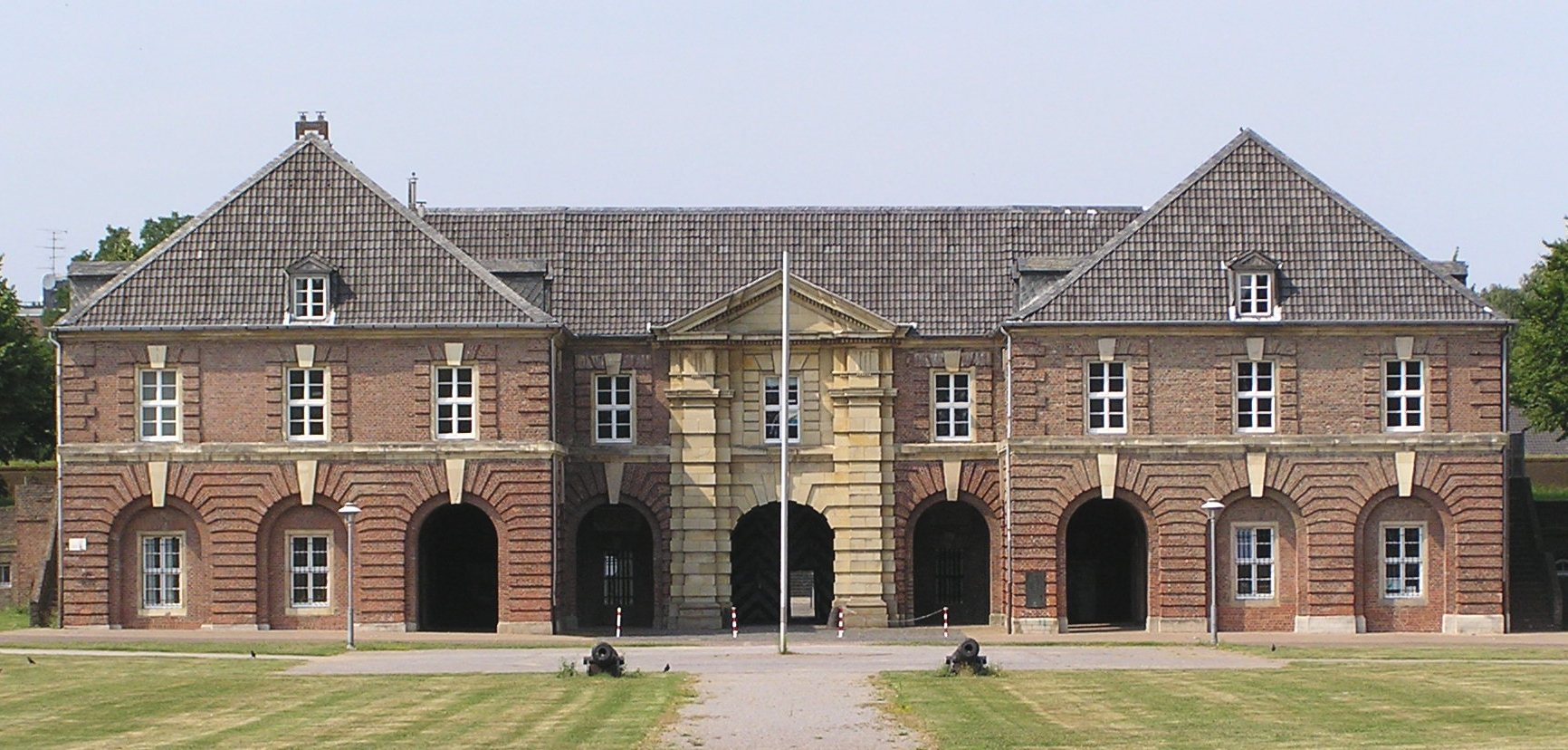
Die Zitadelle Wesel

Nach Tschirschkys Tod schrieb König Friedrich Wilhelm III. von Preußen an seine Töchter:

„Ich bedaure, das Ableben Eures braven, dem Staate viele Jahre hindurch treu und ausgezeichnet gut gedienten Vaters und nehme an Eurem Verlust um so mehr aufrichtigen Anteil, da er sich auf meine besondere Wert Schätzung gerechte Ansprüche erworben hat. Berlin, 29. Januar 1799.“

## Familie
Tschirschky heiratete am 24. April 1770 in Breslau Johanna Beate von Kessel aus dem Hause Raake (Oels) (* 7. November 1741; † 5. April 1794 in Wesel). Aus der Ehe gingen vier Töchter hervor:
- Jeanette Margarethe (* 22. Mai 1772 in Breslau; † 11. August 1817 in Königsberg) ⚭ 6. Mai 1798 in Wesel Karl Thomas von Othegraven, preußischer Generalleutnant[4]
- Ursula Juliane (* 26. August 1773 in Breslau; † 26. Dezember 1773)
- Albertine Anna (* 12. September 1774 in Breslau) ⚭ August von Reiman (Regierungspräsident), Regierungspräsident
- Beate Wilhelmine (* 3. Oktober 1780 in Breslau) ⚭  N.N. von Großkreutz, Sekondeleutnant

Mit Tschirschky erlosch diese Nebenlinie der Familie von Tschirschky.